# Dharavi

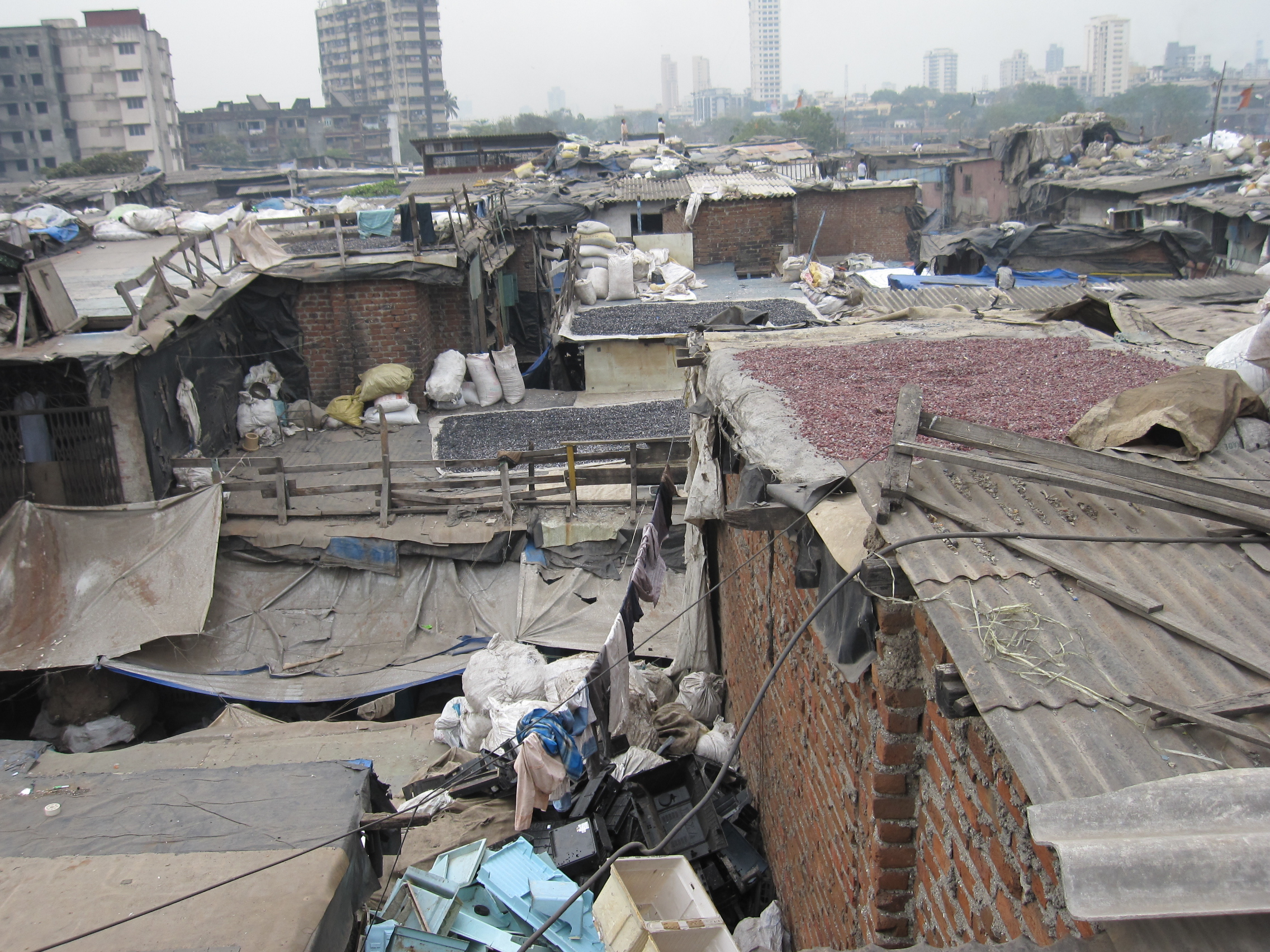
Dharavi

Dharavi es una población del área central de Bombay, India, conocida como la mayor área tugurial de Asia, con una dimensión de 216,506819 hectáreas. Se encuentra justo en medio de Mahim al occidente y Shadow City y entre los dos principales suburbios a lo largo de la línea férrea (Ferrocarril Occidental y Central). Al occidente están localizados Mahim y Bandra y al norte el río Mithi, al oriente Sion y Matunga. Tanto la pobreza del lugar como su drenaje hacen que Dharavi sea particularmente vulnerable a las inundaciones durante la estación húmeda. Las carreteras que cruzan Dhari son la Mahim Sion Link, la 90 Ft y la principal de Dharavi. 

## Historia
Dharavi no fue siempre una zona de tugurios y para algunas fuentes es tan antigua como Bombay. Los ingleses intentaron conquistar Dharavi, sin embargo, tras los intentos fallidos, la zona quedó en ruinas y fue allí donde se cimentó la moderna Dharavi. En Gazetter de la ciudad-isla de Bombay de 1909 es mencionada como una de las seis grandes Koliwadas de Bombay, es decir, una de los grandes centros de pesca. Los habitantes originales de Dharavi eran los kolis, un pueblo de pescadores que vivían del calado que venía del Mar Arábigo. Una presa en Sion, India, adyacente a Dharavi, aceleró el proceso de unión de las islas separadas en una larga y extensa masa que llevó a la transformación de la isla-ciudad de Bombay. En dicho proceso, el calado se secó y el pueblo pesquero de Dharavi fue privado de su tradicional sustento, pero los nuevos drenajes secos dieron espacio a nuevas comunidades que se asentaron allí. Los nuevos inmigrantes causaron la división de la población en dos categorías: la primera de Maharashtra y la segunda de las costas de Konkan y de Guyarat. Cerámicas de la región de Saurashtra se establecieron en tierra de Dharavi en lo que hoy se denomina Kumbharwada. El otro asentamiento es de migrantes directamente de la ciudad, muchos de ellos comerciantes de artesanías. Curtidores musulmanes de Tamil Nadu inmigraron a Dharavi y establecieron la industria del curtido. Otros artesanos de Uttar Pradesh comenzaron el comercio de ropa.